# Indikativ
Indikativ är ett modus som i huvudsak används för att uttrycka faktisk information. Det är det överlägset mest använda moduset i svenskan, och kan sägas vara grundmodus. Övriga svenska modus är imperativ och de sällsynta konjunktiven. Ser man modus som en verbfrasegenskap i stället för en verbegenskap (som ofta görs med tempus) kan man också tala om fler, sammansatta modus i språket.
Verb i indikativ slutar i presens (aktiv form) på -ar, -er eller -r. I preteritum (aktiv form) slutar de på -ade, -de, -te eller -dde, eller saknar ändelse och får vokalväxling.
- Indikativ: Olle lever länge.
- Imperativ: Olle, lev länge!
- Konjunktiv Länge leve Olle!